# Madagaskardodaars
De madagaskardodaars (Tachybaptus rufolavatus) of vale fuut is een uitgestorven vogelsoort uit de familie van de futen (Podicipedidae). De wetenschappelijke naam van de soort werd gepubliceerd in 1932 door Jean Théodore Delacour. De soort was endemisch op Madagaskar en kwam daar alleen voor in het Alaotrameer.

## Kenmerken
De vogel was 25 centimeter lang. Deze dodaars leek sterk op de gewone dodaars (Tachybaptus ruficollis) en Pelzelns dodaars (Tacbybaptus pelzelnii). In het broedkleed had deze dodaars een zwartbruine kopkap die net onder het oog reikte. De vogel had relatief korte vleugels en een dikkere snavel dan de dodaars. De vogel verschilde van Pelzelns dodaars door een wat lichtere, kaneelkleurige keel en voorkant van de nek, gemarmerde buik en borst, bijna wit oog en een donkere snavel. Net als de gewone dodaars had de vogel een lichte vlek onder de ondersnavel. Deze vlek verdween buiten de broedtijd.

## Verspreiding en leefgebied
De vogel kwam uitsluitend voor in het Alaotrameer op Madagaskar en de onmiddellijke omgeving. Oorspronkelijk had dit meer rijk begroeide oevers met papyrusrietkragen (Cyperus papyrus) en velden van waterlelies (Nymphaea). Het leefgebied van de madagaskardodaars vormde deze rijk begroeide delen van het meer.

## Status
De vogel werd in 1929 ontdekt en in 1932 beschreven als nieuwe soort. Sindsdien gingen de aantallen waargenomen vogels achteruit. Vooral na 1945 verminderde het areaal aan oevervegetatie. De minder kritische en meer mobiele gewone dodaars had daar minder last van en breidde zijn broedareaal uit. Sindsdien werden ook vaker hybriden waargenomen tussen de madagaskardodaars en de gewone dodaars. In 1982 werd een groep van twaalf dodaarzen waargenomen met zowel madagaskardodaarzen als gewone dodaarzen. Ook in 1986 en 1988 werden nog dodaarzen waargenomen met kenmerken van de madagaskardodaars. Bij veldstudies in 1999 en 2000 werden geen madagaskardodaarzen gezien. Uitgebreider onderzoek in 2004 en 2009 leverde geen waarnemingen op.
Als belangrijke negatieve factor, waar alle duikende vogelsoorten last van hebben, wordt het uitgebreide gebruik van nylon netten genoemd voor de visserij. Veel eerder traden andere vormen van habitatverlies op door de introductie van exotische vissoorten zoals de forelbaars (Micropterus salmoides), Channa striata en Tilapia-soorten. De omgeving van het meer veranderde ook sterk. De landbouw rond het meer intensiveert, heuvels worden ontbost waardoor meer erosie optreedt en meer voedingsstoffen het meer bereiken. Draslanden in de omgeving worden geschikt gemaakt voor rijstbouw. Hierdoor verloor het meer zijn oorspronkelijke karakter van natuurlijk meer, met ongerepte, rijk begroeide oevers.
In 1988 werd de vogel als bedreigde soort op Rode Lijst van de IUCN gezet. Tussen 1994 en 2009 werd nog rekening gehouden met een kleine, aanwezig populatie en stond de vogel als ernstig bedreigde (kritieke) soort op de rode lijst. Sinds 2010 wordt de vogel als uitgestorven beschouwd en is daarmee de eerste bevestigde uitgestorven vogelsoort na de liverpoolduif (Caloenas maculata) in 2008.